# Френд, Джордж
Джордж Френд (англ. George Andrew Jordan Friend; род. 17 октября 1987, Барнстапл, Девоншир) — английский футболист, защитник английского клуба «Бирмингем Сити».

## Клубная карьера

### «Эксетер Сити»
Родившийся в Девоншире, Джордж Френд начинал свою карьеру в местном клубе Национальной Конференции «Эксетер Сити». Первый игровой опыт Френд получил осенью 2005 года, находясь в аренде в «Тивертон Таун».
В марте 2006 года он подписал с «Эксетером» первый профессиональный контракт, рассчитанный на 2 года. Спустя месяц, 17 апреля, защитник дебютировал за «Сити», выйдя в стартовом составе в гостевом матче против «Форест Грин» (0:0). В декабре того же года Френд отправился в трехмесячную аренду в «Тим Бат», где провёл 9 матчей.
Сезон 2007/08 стал первым полноценным для Джорджа. Он сыграл 35 матчей, включая финал плей-офф Конференции, где «Эксетер» одолел «Кэмбридж Юнайтед» и завоевал путёвку в Лигу Два. Кроме того, Френд вписал своё имя в историю «Эксетера», став самым молодым капитаном за все время существования команды.

### «Вулверхэмптон»
1 сентября 2008 года Джордж перешёл в клуб Чемпионшипа «Вулверхэмптон». Контракт был подписан на 2 года с опцией продления ещё на год, сумма трансфера составила £350 тыс. В течение первого сезона Френд провел лишь 6 матчей за «волков», но при этом стал чемпионом Лиги, выйдя вместе с «Вулверхэмптоном» в Премьер-Лигу.
В августе 2009 года для получения игровой практики Френд был отправлен в месячную аренду сначала в «Миллуолл», а затем в «Саутенд Юнайтед» и «Сканторп Юнайтед». В декабре, ввиду большого числа травм, защитник был отозван «Вулверхэмптоном».
15 декабря 2009 года Френд дебютировал в Премьер-Лиге, выйдя в стартовом составе команды на матч против «Манчестер Юнайтед» на «Олд Траффорд». Встреча завершилась поражением «волков» со счетом 0:3, а участие Джорджа в матче стало одним из факторов, за которые впоследствии «Вулверхэмптон» был оштрафован Футбольной ассоциацией Англии (с формулировкой «за игру в ослабленном составе»).
5 марта 2010 года защитник вернулся в родной «Эксетер» на правах аренды до конца сезона. Сыграв в 13 встречах, в которых «Сити» потерпел лишь одно поражение, Джордж помог своей команде избежать вылета из Лиги Один. По окончании сезона 2009/10 было объявлено, что контракт «Вулверхэмптона» с Джорджем продлен не будет и он покинет команду.

### «Донкастер Роверс»
14 июня 2010 года защитник подписал двухлетнее соглашение с клубом Чемпионшипа «Донкастер Роверс». 7 августа Джордж дебютировал за «викингов» в победной встрече с «Престоном» (2:0), а 11 сентября забил свой первый гол за «Роверс», поразив в компенсированное время ворота «Уотфорда» (2:2). С первых матчей сезона 2010/11 Френд застолбил за собой место на левом краю обороны «Донкастера» и даже травма колена, полученная им в октябре и выведшая из строя на 3 месяца, этому не помешала.
Перед началом сезона 2011/12 Френд был назначен новым капитаном «Роверс», однако выступала команда неудачно — в первых 7 турах было набрано лишь одно очко. Несмотря на то, что «Донкастер» по итогам сезона вылетел из Чемпионшипа, а Френд из-за травм провёл лишь 27 матчей, он был признан Игроком Года по версии футболистов и болельщиков «Донкастера».

### «Мидлсбро»
30 июля 2012 года Френд перешёл в «Мидлсбро», подписав с клубом 3-летний контракт. Сумма сделки составила £100 тыс. Он дебютировал за «речников» 11 августа в победной игре на Кубок Лиги против «Бёри» (2:1). Первоначально Френд считался дублером основного левого защитника команды Джо Беннетта, однако в конце августа было объявлено о переходе Беннетта в «Астон Виллу», что сделало Джорджа безальтернативным игроком стартовой обоймы «Мидлсбро».
25 августа 2013 года Френд забил свой первый мяч за «речников», поразив после флангового прохода ворота Скотта Карсона в игре с «Уиган Атлетик» (2:2).
22 августа 2014 года защитник подписал с «Мидлсбро» новый контракт сроком на 4 года.

## Достижения
- Чемпион Футбольной лиги Англии: 2007/08
- Вице-чемпион Футбольной лиги Англии: 2015/16